# Туранская нефтегазоносная провинция
Туранская нефтегазоносная провинция — значительная северо-западная и северная части территории которой располагаются в пределах Казахстана, а остальная часть находится в западной части Средней Азии, контролируемая молодой эпигерцинской Туранской плитой. В казахстанскую часть провинции иногда называют Центрально-Казахстанская нефтегазоносная провинция.

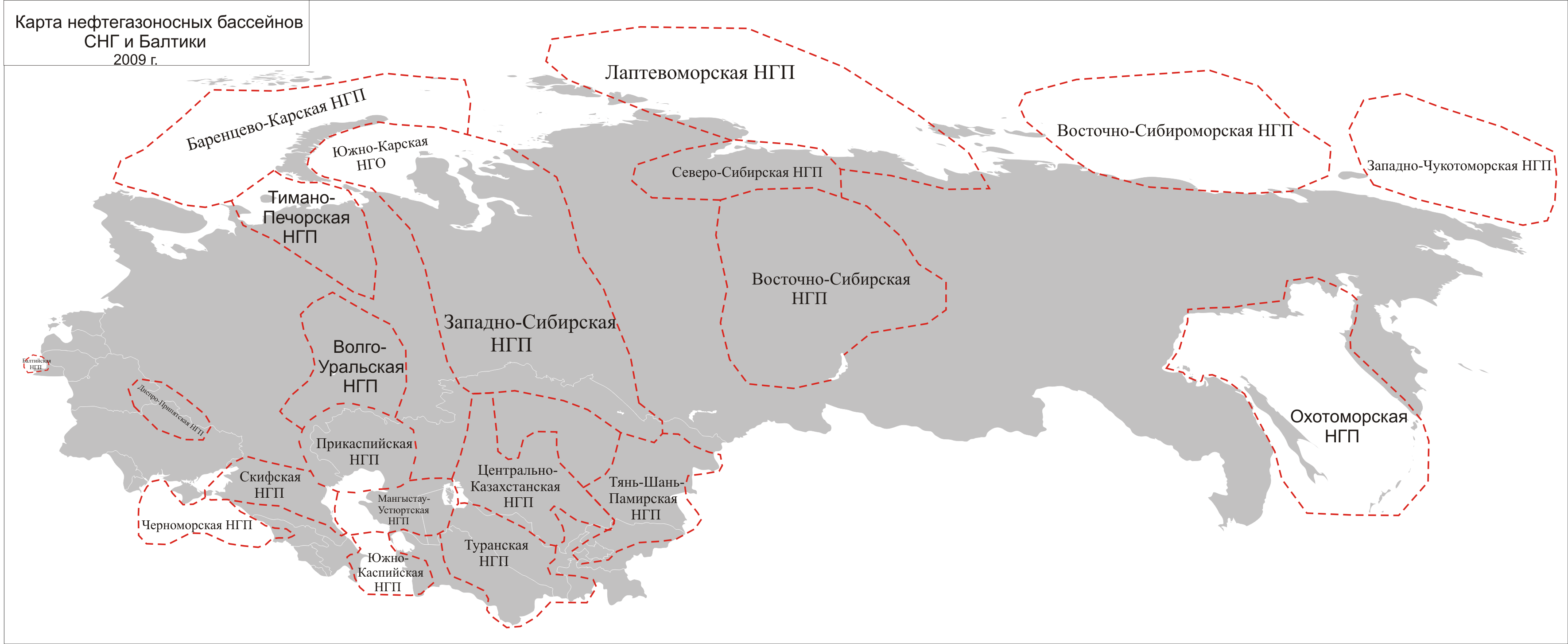
Туранская НГП

Она располагается на территории трех государств: Казахстана, Туркменистана и Узбекистана.
Провинция в основном мезозойского (триас, юра, мел), в значительно меньшей степени кайнозойского (палеоген) и палеозойского (перми, карбон, девон) нефтегазонакопления. Нефтегазосодержащие породы от триаса (пермо-триаса) до палеогена включительно входят в состав типичного платформенного осадочного чехла.
Между фундаментом и типичным платформенным чехлом на многих участках установлен промежуточный структурный комплекс, относимый к нижней части осадочного чехла. Следовательно, фундамент Туранской плиты палеозойский или допалеозойский.
Туранская нефтегазоносная провинция по схеме нефтегеологического районирования А. А. Бакирова дифференцируется на несколько нефтегазоносных областей: На территории Казахстана (с запада на восток) располагаются преимущественно нефтеносные области Северо-Устюртской и Южно-Торгайской впадин.
На территории соседнего Узбекистана располагаются восточные части нефтегазоносных областей Северо-Устюртской и Амударьинской впадин и на территории Туркменистана чисто газоносные области Центрально-Каракумского свода, Мургабской впадины и западная часть преимущественно газоносной области Амударьинской впадины.
В целом в Туранской нефтегазоносной провинции сосредоточены большие запасы как нефти (Северный Устюрт и др.), так и газа (Амударьинская, Мургабская, Центрально-Каракумская газоносные области). Во всех перечисленных регионах производится добыча нефти и газа. Ведущими типами месторождений нефти и газа в описываемой провинции являются месторождения брахиантиклинальных и куполовидных поднятий платформенного типа.
Структуры, контролирующие крупные и уникальные нефтяные и газовые месторождения, ненарушенные, редко слабо нарушенные крупных размеров (30х10 км²; 20х7 км² и т. д.). В разрезах месторождений преобладают пластовые сводовые залежи, значительно реже встречаются массивные, пластово-массивные, пластовые тектонически, литологически и стратиграфически экранированные залежи. Коллекторами в большинстве случаев являются песчано-алевритовые разности пород. В качестве коллекторов в Амударинской нефтегазоносной области встречаются и карбонаты.
Из них крупные — Каламкас, Каражанбас, Северное Бузачи, Кумколь, Каракудук (все — Казахстан), Южный Иолотань-Осман (Туркменистан), Мубарек, Газли, Кандым, Шахпахты (все — Узбекистан).
Туранская нефтегазоносная провинция делятся на области:
1. Южно-Тургайская
2. Северо-Устюртская
3. Северо-Бузашинская
4. Сырдарьинская
5. Северо-Тургайская
6. Восточно-Аральская
7. Амударьинская